# Touria El Glaoui
Touria El Glaoui, nascida em 1974, é uma empresária franco-marroquina, fundadora da feira de arte contemporânea africana 1-54, que se realiza todos os anos em Londres, Nova Iorque e Marraquexe. Trabalha para promover a emergência de um mercado e para promover a arte africana contemporânea internacionalmente.

## Biografia
Nasceu em 1974, em Casablanca, filha do pintor Hassan El Glaoui e de Christine Legendre, ex-modelo de Givenchy . É também neta de Thami El Glaoui, Paxá de Marraquexe, que desempenhou um importante papel político e militar em Marrocos, na primeira metade do século XX (até à sua morte em 1956).
Passou a infância em Rabat, capital de Marrocos, onde estudou no collège royal.   Estudou gestão estratégica e relações internacionais na Universidade Pace, em Nova Iorque. 
Começou por trabalhar para o banco de investimentos Salomon Smith Barney, onde ocupou o cargo de consultora de gestão de fortunas, antes de se mudar para Londres, em 2001, onde se juntou ao grupo Cisco Systems. Ao viajar pelo continente africano e pelo Oriente Médio como parte desse cargo, começa a interessar-se pela arte e por criadores.  Organiza então uma exposição sobre as relações entre Winston Churchill e seu pai, em Londres e Marraquexe. 
Abandona o seu cargo em 2013 para criar a 1-54 Contemporary African Art Fair, cuja primeira edição se realizou em Londres, nesse ano, na Somerset House. Levou em seguida esta feira de arte para Nova Iorque, onde se tem realizado anualmente desde 2015, e para Marraquexe, desde 2018.
Em 2016, foi considerada uma das 100 mulheres mais poderosas em África pela revista Forbes. 